# Procompsognathus
Procompsognathus är ett utdött slag av coelophysider theropoder dinosaurier som levde ungefär 210 miljoner år sedan under den senare delen av triassperioden, i det som nu är Tyskland. Procompsognathus var en liten, lättbyggd, bottenvåning, bipedal karnivor, som kunde växa upp till 1 m lång.